# Estado de Ecuatoria Oriental
Ecuatoria Oriental o Ecuatoria del Este (en inglés: Eastern Equatoria, en árabe: شرق الاستوائية‎, Sharq al Istiwa'iyah) es uno de los diez estados que forman Sudán del Sur. 

## Ubicación
Localizado en la antigua región de Ecuatoria, ocupa un área de 82.542 km² y tiene una población estimada de 730.000 habitantes (2007). Torit es la capital del estado, reemplazando a Kapoeta. Limita con el estado Junqali al norte, Uganda al sur, Etiopía y Kenia al este, y el estado de Ecuatoria Central al oeste.
En Ecuatoria Oriental hay dos carreteras principales, ambas de tierra, la A43 que conecta a Yuba, la capital de Sudán del Sur con Uganda, y la carretera entre Yuba-Torit-Kapoeta que llega hasta los límites con Kenia.

## Geografía
El estado se encuentra en la una zona pantanosa conocida como Sudd, entre los principales pantanos destacan el Kobowen y parte del Kenamuke. El pantano Lotagipi se encuentra en el Triángulo de Ilemi, un área en disputa con Kenia y Etiopía. El principal río es el Nilo Blanco, que alberga numerosas especies salvajes protegidas por el parque nacional Nimule, el otro curso de agua importante es el río Pibor. Ecuatoria Oriental es una de las pocas zonas montañosas del país y en ella se encuentra el punto más elevado a 3.187 m s. n. m., el Kinyeti.

## Condados
- Budi
- Ikotos
- Kapoeta del Este
- Kapoeta del Norte
- Kapoeta del Sur
- Lafon
- Magwi
- Torit